# ثيناليدين
ثيناليدين هو مضاد هستامين ذو تأثير مضاد للكولين كان يستخدم مضادا للكحة. سحب من أسواق الولايات المتحدة وكندا والمملكة المتحدة في عام 1963 بسبب مخاطر الإصابة بقلة الخلايا المتعادلة.